# مهره‌بن
موهره‌بن (به انگلیسی: Bann Na Mohra) یک شهر در پاکستان است که در اسلام‌آباد واقع شده‌است. موهره‌بن ۵۶۲ متر بالاتر از سطح دریا واقع شده‌است.